# Festival Scopitone
Cet article concerne le festival de musiques électroniques. Pour le jukebox vidéo, voir Scopitone.
Le festival Scopitone est un festival annuel transdisciplinaire d’art numérique se déroulant dans plusieurs endroits de la ville de Nantes au mois de septembre. Créé en 2002 et organisé par l'association Songo (association gestionnaire de l'Olympic devenu Stereolux depuis 2011), Scopitone souhaite être la rencontre entre la musique, l’image, le spectacle vivant et les arts numériques.  
Son nom fait référence au juke-box hybride des années 1960, implanté dans les cafés, qui diffusait, au choix, de petits clips vidéos musicaux.